# Club Patí Vilanova
Le Club Patí Vilanova ou CP Vilanova est un club espagnol de rink hockey de la ville Vilanova i la Geltrú en Catalogne. Il fut officiellement fondé en 1951 et évolue actuellement au sein du championnat de Primera División.

## Histoire

### La première tentative
En 1942, les garçons qui patinaient dans la rue ont eu l'idée de créer un club à Vilanova et ont loué la piste de Pensió Peixerot. Les matchs se disputaient avec un palet au lieu d'une balle. Ils prirent part au championnat de Catalogne sous le nom de Educación y Descanso Villanueva. L'équipe était composée de César Bernat, Robert, Granda, Cucullera, Bellmunt, Solà y Ferrando.
Malgré de bons résultats avec notamment une troisième place lors du championnat régional, les coûts importants et le manque de sponsors ont fait que le club n'a duré que deux saisons avant de disparaître.

### Fondation
En 1950, Carlos Albet Olivella, Antoni Castells Gibert, Vicente Coll Claramunt, Antonio Ferrer Font, Josep Jiménez Nin, José O. Mas Planas, J. M. Tello Vilalta, Miguel Tello Vilalta, Francisco Bernad Claramunt, José María Coll Claramunt, Joaquim Durán Mulà, Pedro Ferrer Solé, José R. Julià Tomàs, Isidro Roset Ventosa y Francisco Vilaseca Roselló se réunirent afin de promouvoir le rink hockey à Vilanova. De cette réunion est ressorti un conseil qui a conduit à la création officielle du club la saison suivante. Nin Josep i Jiménez, Joaquim Duran ont été désignés comme secrétaires et les frères Coll en tant que membres.
Une fois que tout fut organisé, l'enregistrement fédéral effectué, les joueurs trouvés, alors le premier match fut joué le 19 mars 1951, contre J. F. de Sitges. Depuis, de nombreux titres ont fait de ce club l'un des plus importants d'Espagne.

## Identité
L'hymne du club est le turuta.

## Palmarès
- Champion de la coupe du Roi (3): 1963-64; 1967-68 y 1975-76
- Finaliste de la coupe du Roi: 1965-66, 1966-67 y 2009-10
- Champion de la Coupe CERS (1): 2006-07
- Finaliste de la Coupe CERS: 2005-06 y 2010-11
- Finaliste de la Coupe d'Europe: 1976-77
- Champion du championnat de Catalogne: 1963-64 y 1965-66
- Deuxième du championnat de Catalogne: 1966-67
- Champion de la Coupe de la Generalidad Catalana: 1996-97
- Deuxième de la Ligue Nationale espagnole/Division d'Honneur: 1965-66; 1967-68 y 1975-76
- Champion de Première Division Nationale: 1972-73 y 1981-82
- Champion du tournoi de San Juan (Argentine): 1964
- Champion du tournoi de Sintra (Portugal): 1967
- Champion du tournoi de Monza (Italie): 1967